# Вінніпег Монархс
«Ві́нніпег Мо́нархс» (англ. Winnipeg Monarchs) — канадський хокейний клуб заснований у Манітобі на зорі зародження хокею, якого вважають кузнею талантів світового хокею. У Вінніпезі «монархи» виховали не лише дев'ять гравців, яких згодом вшановано в Залі слави НХЛ: Дік Ірвін, Фред «Пароплав» Максвелл, Іван «Цзин» Джонсон, Браян Гекстолл, Вальтер «Турок» Брода, Террі Савчук, Джордж Хей, Білл Мосієнко і Том Джонсон — але й допомогли у становленні ще багатьом іншим хокеїстам.

## Історія команди
Команду «Вінніпег Монархс» уперше зорганізовано в 1906 у Манітобі: вона зіграла свою першу гру на ковзанці біля перехрестя Сарджент-авеню і Фербі-стріт у західному районі міста Вінніпег.

«Вінніпег Монархс» — ранні початки (1907-8)

Монархи ввійшли до Старшої манітобської хокейної ліги у 1911, ставши третьою командою у складі ліги, членами якої вже раніш були команди «Вінніпег Вікторіас» і «Вінніпегс». Першими «монархами» були Клем Лоуглін і Алекс Ірвін — цих двох вшанували, ввівши їх у Зал слави манітобського хокею; а Фред «Пароплав» Максвелл, який із ними був у складі тієї ж команди, навіть удостоївся місця у Залі слави НХЛ. У 1913 і 1914 під керівництвом Діка Ірвіна, монархи захопили трон Старшої манітобської хокейної ліги. У 1915 році Монархи завоювали Чемпіонат Всеканадських старших ліг.
Узимку 1930-31 років «Вінніпег Монархс» допущено і в Молодшу манітобську хокейну лігу. У 1932 році під керівництвом Браяна Гекстолла, члена Залу слави НХЛ, вони стали фіналістами Меморіального Кубка, програвши лише «Садберівським вовкам» у фіналі.
Монархи, на той час, були популярною командою, мали в своєму підпорядкуванні багато хокеїстів, котрі виступали в різних турнірах, і особливими були доросла команда та юнацька команда. А в 1934 році дорослі Монархи, вчергове, вигравши «Манітоба Сеньйор Чемпіонат» і репрезентуючи Канаду, в 1935 році вибороли титул переможців на клубному чемпіонаті світу з хокею. Тільки от, після цього значного успіху, «Вінніпег Монархс» доросла команда припинили виступи (частина гравців перейшла в інші клуби, а хтось закінчив з хокейною кар'єрою).
У 1935, 1937 і 1946 роках « Вінніпег Монархс» вигравали канадський хокейний Чемпіонат Юніорів і «Меморіал Кубок». Вони є, єдиною з Манітоби, командою, яка виборола три канадських юніорських Чемпіонати з хокею. Тоді, у 1937 році за Монархів грали і виділялися: Альф Піке, Дік Ковціняк і Джонні МакКреді, як і колишній НХЛ-овець (виступав за дорослу дружину монархів) Петер Ленджелле. Пошанований в «Манітоба хокейній Залі Слави» — Гаррі Ніл тренує чемпіонських монархів в 1935 і 1937 роках, в той час як ще один пошановувач Манітоба хокейної Зали Слави — Волтер Монсон тренує їх в 1946 році. У 1946 році в Торонто Джордж Робертсон забив переможну шайбу на 7-й грі «Меморіал Кубка», а потім його ж продають до команди «канадських Кленових Листків».
У 1975 році у Вінніпезі в MJHL (Манітоба Юніор Хокей Ліга) Монархи змінили назву на Assiniboine парк монархів на 2 сезони, а потім ще раз вони повернулися до старого ймення «Вінніпег Монархи». Однак у 1978 році, після десяти чемпіонських титулів в MJHL і трьох «Меморіал Кубках», команда «Вінніпезької Монарх» перестала брати участь в Манітоба JHL.
Але в Вінніпезі «Монарх Хокей клуб» був частиною провінції Манітоба на хокейній арені протягом багатьох років. Тому славне минуле та традиції Команди були не розгублені. І з 1988 року відродили команду знову. Тепер вже організована ціла структура «Вінніпег монархс» в Манітоба юніорській Системі Хокею.

## Спортивні віхи в історії команди
У 1915 Вінніпезький Монарх Хокей клуб переміг Мелвилл мільйонери 4-2 виграли Кубок Алла (згодом «Еббот Кубок»)
Реєстр: Карл Стюарт (скарбник), РКК Мэннинга (попечитель), ФРГ Маплес (голова), ФБ Фергюсон, Томмі Мюррей (воротар), Рег Hay (праве крило), Фред Максвела, Алекс Ірвін (капітан і точка), Дік Ірвін (центр), Стен Маплес (ліве крило), Клем Лоуглін (нападник), Дель Ірвін (нападник), Волтер Робертсон (нападник), Френк Кедгем та Гаррі Стюарт (воротар).
У 1932 Вінніпезький Монарх виграв Кубок Abbott в сезоні 1931–1932 років перемігши Саскатун Веслейс. Але оступилися в "«Меморіал Кубку» з «Садбері Куб Волвейс» на домашньому амфітеатрі в Вінніпезі. У 1935 Вінніпезький Монарх були однією з найкращих команд Манітоба хокей Лізі. А ще була перемога в «Меморіал Кубку» і в цьому ж таки році вони взяли «Еббот Кубок» та IIHF Чемпіонату Світу. В команді грали: Тоні Лем'є, Віктор Ліндквіст, Ромео Ріверс, Кем Шівен, Арчі Рис-Джонс, Рой Гінклі, Норман Єловліс, Арчі Крайтон, Альберт Лем'є, і Джо Ріверс.
У 1937 у «Вінніпег Монархс» бповністю помінявся склад, що багатьох здивувало, тільки й це не завадило знову перемокти в «Кубку Еббот» та «Меморіал Кубку@ чемпіонатів. Команду складали: Гаррі Ніл (тренер), Білл Веббер (менеджер), Берт Пеллетьє (тренер), Джек Аткісон, Харві Філд, Дік Ковціняк, Люсьен Мартель, Джон МсКреді, Альф Піке, Пол Фелт, Денні Робінсон, Тед Дент, Джек Фокс, Піт Ленджеле, Ремі ван Дейл, Амі Клемент, Зек Фарлі, Бобби Саммерс.
У 1946 році „Вінніпег Монархс“ перемогли Едмонтон Канадіенс заволоділи, в чергове, „Еббот Кубком“. Вони поїхали до Торонто, і перемогли в драматичному 7-му поєдинку Toronto St. Michael's Majors завоювали „Меморіал Кубок“. Склад команди: Джек Гібсон, Том Роккі, Лорі Мей, Аль Бьюкенене (капітан), Джордж Робертсон, Гарі Тейлор, Дон „Ред“ МакРей, Клінт Олбрайт Горд Фешовей, Едді Мачант, Том „Танк“ Каммерфілд, Гі Бітті, Кем Міллер, Білл Тіндейл, Данк Деніелс, Горд Скотт, Тед Чітті, Волтер Монсон (тренер), Пет Ліоні (головний менеджер), Флойд Хоу (голова), Ед Хаверсток (тренер), Білл Віндатт (адміністратор).
У 1951 році „Вінніпег Монархс“ виграли, востаннє, „Кубок Еббот“ завдавши поразки „Регіна Пятс“, але поступилися в „Меморіал Кубку“ команді „Баррі Флаєрс“.

## Титули команди
- Тернбулл Кубок (1932, 1935, 1937, 1945, 1946, 1948, 1951, 1952, 1955 і 1957)
- Еббот Кубок (1932, 1935, 1937, 1946 і 1951)
- Меморіал Кубок (1935, 1937 і 1946)

## Відомі хокеїсти (вихованці клубу)
| - Клінт Олбрайт - Gary Aldcorn Гері Алдкон - John Arundel Джон Арундель - Paul Baxter Поль Бакстер - Bill Benson Білл Бенсон - Helge Bostrom Хельге Бострем - Andy Branigan Енді Бреніген - Turk Broda „Турк“ Броде - George Brown Джордж Браун - Cecil Browne Сесіл Браун - Al Buchanan Аль Буканан - Bill Burega Білл Бурега - Bob Davie Боб Дави | - Ernie Dickens Ерні Диккенс - Brian Engblom Брайан Енгблум - Gord Fashoway Горд Фешовей - Wilf Field Вілф Філд - Tom Fowler Том Фаулер - Percy Galbraith Персі Голбрейт - Paul Gauthier Поль Готьє - Harold Halderson Гарольд Галдерсон - Ted Harris Тед Харріс - George Hay Джордж Хэй - Wally Hergesheimer Воллі Гегешеймер - Bryan Hextall Брайан Гекстал - Dick Irvin Дік Ірвін - Hal Winkler Гал Вінклер |

| - Ching Johnson Чінг Джонсон - Tom Johnson Том Джонсон - Mike Keane Майк Кіні - Joe Krol Джо Крол - Pete Langelle Піт Ленджеле - Clem Loughlin Клем Лоуглін - Wilf Loughlin Вілф Лоуглін - Steamer Maxwell Стеме Максвелл - Eddie Mazur Едді Мазур - Kevin McCarthy Кевін МакКарті - John McCreedy Джон МакКреді - Bill Mosienko Білл Мосієнко - Chris Oddleifson Крис Оддліфсон | - Alf Pike Альф Піке - Rudy Pilous Руді Пілоус - Don Raleigh Дон Рейлі - George Robertson Джордж Робертсон - Tom Roulston Том Ролстон - Terry Sawchuk Террі Sawchuk - Ed Slowinski Ед Словінський - Pete Stemkowski Піт Степновський - Spence Tatchell Спенс Тетчелл - Harry Taylor Гаррі Тейлор - Marcel Tremblay Марсель Трамбле - Cully Wilson Куллі Вілсон - Hal Winkler Гал Вінклер |